# Elkhart (Texas)
Elkhart è un centro abitato degli Stati Uniti d'America, situato nella contea di Anderson dello Stato del Texas. Secondo il censimento effettuato nel 2010 la popolazione era composta da 1 371 unità.

## Storia
La storia di Elkhart è strettamente legata alla vicina Fort Parker, il sito del famoso massacro di Fort Parker, durante il quale Cynthia Ann Parker è stato rapito dagli indiani Comanche. Elkhart è il "villaggio della ferrovia" associato a Fort Parker.

## Geografia fisica
Elkhart è situata a 31°37′42″N 95°34′43″W. La U.S. Route 287 attraversa la città, e dista 10 miglia (16 km) a nord di Palestine, il capoluogo di contea, 12 miglia (19 km) a sud di Grapeland, e 25 miglia (40 km) a sud di Crockett, capoluogo della contea di Houston.
Secondo lo United States Census Bureau, ha un'area totale di 3,9 km² (1.5 mi²).

## Istruzione
Nella città è presente la Elkhart Independent School District.

## Società

### Evoluzione demografica
| Anno | Popolazione | ±%     |
| ---- | ----------- | ------ |
| 1940 | 751         | Note:  |
| 1950 | 776         | 3.3%   |
| 1960 | 780         | 0.5%   |
| 1970 | 997         | 27.8%  |
| 1980 | 1,317       | 32.1%  |
| 1990 | 1,076       | −18.3% |
| 2000 | 1,215       | 12.9%  |
| 2010 | 1,371       | 12.8%  |

Secondo il censimento del 2000, c'erano 1.215 persone, 473 nuclei familiari e 321 famiglie residenti nella città. La densità di popolazione era di 783,0 persone per miglio quadrato (302,7/km²). C'erano 532 unità abitative a una densità media di 342,8 per miglio quadrato (132,5/km²). La composizione etnica della città era formata dall'89,05% di bianchi, l'8,15% di afroamericani, lo 0,41% di nativi americani, lo 0,82% di altre razze, e l'1,56% di due o più etnie. Ispanici o latinos di qualunque razza erano il 3,05% della popolazione.
C'erano 473 nuclei familiari di cui il 32,6% aveva figli di età inferiore ai 18 anni, il 49,5% erano coppie sposate conviventi, il 13,3% aveva un capofamiglia femmina senza marito, e il 32,1% erano non-famiglie. Il 31,3% di tutti i nuclei familiari erano individuali e il 19,5% aveva componenti con un'età di 65 anni o più che vivevano da soli. Il numero di componenti medio di un nucleo familiare era di 2,38 e quello di una famiglia era di 2,97.
La popolazione era composta dal 25,6% di persone sotto i 18 anni, il 6,8% di persone dai 18 ai 24 anni, il 20,7% di persone dai 25 ai 44 anni, il 23,5% di persone dai 45 ai 64 anni, e il 23,5% di persone di 65 anni o più. L'età media era di 42 anni. Per ogni 100 femmine c'erano 77,4 maschi. Per ogni 100 femmine dai 18 anni in su, c'erano 73,6 maschi.
Il reddito medio di un nucleo familiare era di 25.927 dollari, e quello di una famiglia era di 33.977 dollari. I maschi avevano un reddito medio di 27.841 dollari contro i 21.705 dollari delle femmine. Il reddito pro capite era di 13.809 dollari. Circa il 12,9% delle famiglie e il 20,0% della popolazione erano sotto la soglia di povertà, incluso il 24,1% di persone sotto i 18 anni e il 32,5% di persone di 65 anni o più.